# Love Will Set You Free
Chansons représentant le Royaume-Uni au Concours Eurovision de la chanson
I Can
(2011) Believe in Me
(2013)
Love Will Set You Free (L'amour te libérera) est la chanson de l'artiste britannique Engelbert Humperdinck qui représente le Royaume-Uni au Concours Eurovision de la chanson 2012 à Bakou, en Azerbaïdjan.

## Eurovision 2012
La chanson est présentée le 19 mars 2012 à la suite d'une sélection interne.
Elle participe directement à la finale du Concours Eurovision de la chanson 2012, le 26 mai 2012, le Royaume-Uni faisant partie du "Big 5".